# Esmeralda Barros
Esmeralda Barros, née à Ilhéus le 4 septembre 1945, morte à Rio de Janeiro le 10 octobre 2019, est une actrice brésilienne.

## Biographie
En 1964, Esmeralda Barros se qualifie comme seconde dans un concours de beauté au Brésil. Après cela, elle commence à recevoir des propositions de rôles dans des films, d'abord au Brésil, puis en Italie. Elle s'installe dans ce dernier pays, et contribue à bon nombre de westerns et de films d'horreur. Elle aura aussi participé à des films érotiques.
Elle fait la couverture de l'édition brésilienne de Playboy en juillet 1976 .
Après sa participation à une série télévisée en 1985, elle se retire. Les dernières années de sa vie, elle a souffert de la maladie de Parkinson.

## Filmographie partielle

### Cinéma
- 1965 : História de um Crápula, de Jece Valadão
- 1966 : Ramdam à Rio (Se tutte le donne del mondo... (Operazione Paradiso)) de Henry Levin et Arduino Maiuri : auto-stoppeuse en bikini[4]
- 1967 : Duel dans le monde (Duello nel mondo), de Georges Combret et Luigi Scattini : fille à Chev[4]
- 1968 : Demande pardon à Dieu, pas à moi... (Chiedi perdono a Dio... non a me) de Vincenzo Musolino : Conchita[4]
- 1968 : Eva, la vierge sauvage (Eva la Venere selvaggia), de Roberto Mauri : Eva[4]
- 1968 : Le Voyage (Viagem ao Fim do Mundo), de Fernando Coni Campos
- 1971 : W Django!, d’Edoardo Mulargia : Lola
- 1971 : Pour Django les salauds ont un prix (Anche per Django le carogne hanno un presso), de Luigi Batzella : Pilar
- 1971 : Les Âmes damnées de Rio Chico (Quelle sporche anime dannate), de Luigi Batzella : Zelda, la femme de Shannon
- 1972 : Les Vierges de la pleine lune (Il plenilunio delle vergini), de Luigi Batzella : Lara
- 1972 : Le Colt était son dieu (La colt era il suo Dio), de Luigi Batzellla et Joe d'Amato : Paquita
- 1972 : Les Mille et Une Nuits érotiques (Finalmente... le mille e una notte), d’Antonio Margheriti
- 1972 : Miss Dynamite (Tutti fratelli nel west... per parte di padre), de Sergio Grieco : une prostituée
- 1977 : Presídio de Mulheres Violentadas (it) (Presídio de Mulheres Violentadas), de Luiz Castellini et Antonio Polo Galante : Nadir / Marika, Prisoner #6969[4]
- 1978 : A moi les petites Brésiliennes (O Bem Dotado - O Homem de Itu), de José Miziara : Pedra
- 1982 : O Castelo das Taras, de Julius Belvedere : Lucy[4]

### Télévision
- 1966 : Eu Compro Esta Mulher, série télévisée de Régis Cardoso et Henrique Martins : un esclave
- 1967 : Os Miseráveis
- 1978 : A Morte E a Morte de Quincas Berro D'Água, téléfilm de Walter Avancini
- 1979 : Plantão de Polícia, téléfilm
- 1985 : Uma Esperança no Ar, série télévisée